# 善財童子

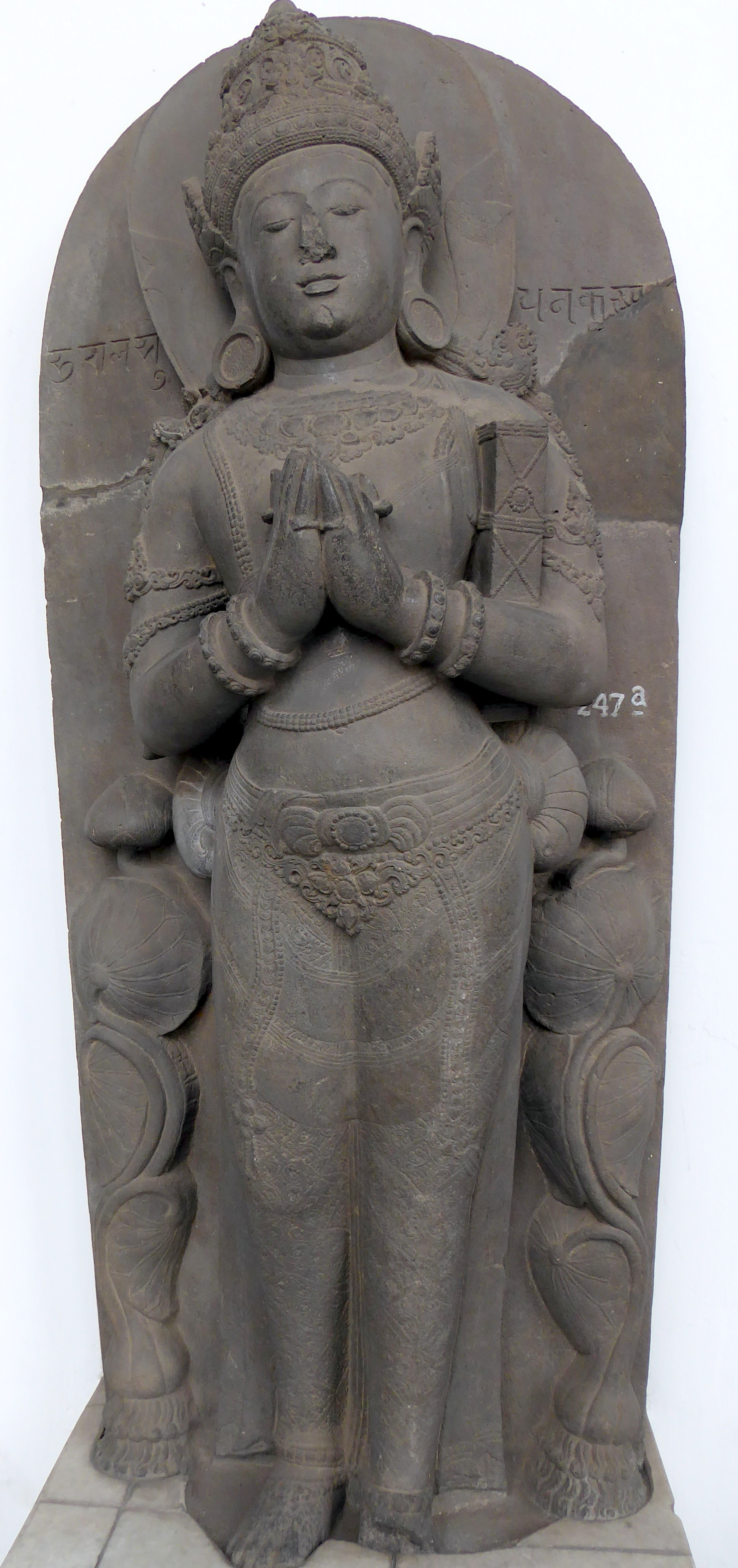
善财童子立像，印度尼西亚东爪哇省玛琅

善财童子，佛陀之弟子，因其出生時，種種珍寶自然湧出，且具備一切才德，故有此名；是观世音菩萨之胁侍，与龙女合称金童玉女。

## 善财童子五十三参
善财童子為《華嚴經·入法界品》之主人公，是修菩薩道行者的光輝榜樣，他發起阿耨多羅三藐三菩提心之後，從文殊菩薩處漸次南行，經參訪五十三位善知識，最後修行圓滿、證入法界。

## 观音胁侍
闽南與臺灣地区佛堂觀音圖（一种佛龛）中站在觀音菩薩旁之微笑男童，即是善財童子。另側為龍女尊者，又合稱為金童玉女。後來金童也常比喻一些相貌端正、形象清純的年輕男性。或中文俗说俊男美女年輕登对匹配，也说金童玉女。

## 外部連結
- 本生故事的善財童子對於亞洲文藝影響之初探： 兼談中國此類造像藝術未發展之成因[]
- The Story of Sudhana and Manoharā: An Analysis of the Texts and the Borobudur Reliefs （页面存档备份，存于）